# Потехин, Александр Викторович
Александр Викторович Потехин (род. 20 марта 1953, Москва) — советский и российский автогонщик. Двукратный чемпион СССР (1986, 1991), двукратный чемпион России (1994, 1997), мастер спорта СССР международного класса. Технический директор гоночной команды «АртЛайн».

## Биография
В 1964 году начал заниматься картингом в секции Московского городского Дворца пионеров. В 1971 году был призван на службу в Вооруженные силы, выступал в картинге за спортивный клуб Московского военного округа. В 1973 году начал работать в конструкторском бюро А. Н. Туполева. С 1978 года — механик лаборатории скоростных автомобилей МАДИ.
В 1979 году начал участвовать за команду МАДИ в кольцевых гонках на «Эстонии-18М» формулы «Восток». В 1980 году участвовал в чемпионате СССР («Молодежная» формула, «Эстония-15М»).
В 1981—1986 годах участвовал в чемпионате СССР «формулы-3» на «Эстонии-20». Занимал 2 место в 1982, 1984, 1985 годах, стал чемпионом в 1986 году. Мастер спорта (1982).
1987 год — 2 место в чемпионате СССР формулы «Восток» (модернизированная «Эстония-21М»). 1988 год — 5 место в чемпионате СССР формулы «Восток» («Эстония-21.10»).
1989 год — 3 место в общем зачёте Кубке Дружбы социалистических стран. Чемпионат СССР формулы «Мондиаль» («Эстония-21.10») — 3 место.
1990 год — победитель Кубка мира и дружбы (победа на этапе в Шляйце). 4 место в чемпионате СССР формулы 1600 («Эстония-21.10»). Мастера спорта СССР международного класса.
1991 год — чемпион СССР в классе формула 1600 («Эстония-21.10»), победа на этапе в Риге.